# Irak hadereje az öbölháborúban

## Irak hadereje az öbölháborúban
- Katonai költségvetés: 45 milliárd dollár (1988-ban)
- Fegyveres erők létszáma: 1 000 000 fő, ebből 480 000 fő tartalékos.
- Szárazföldi erő: 955 000 fő.
- Légierő, légvédelem: 40 000 fő.
- Tengerészet: 5000 fő.

## Fegyverzet
- 5500 db közepes harckocsi
  - 2500 db T–54, T–55
  - 1500 db T–59, T–69
  - 1000 db T–62
  - 500 db T–72
  - 30 db Chieftain Mk3/5, XM-60, XM-47 (iráni zsákmány anyag)
- 100 db PT–76 úszó harckocsi
- 300 db AML-60, AML-90, FUG-70 páncélozott felderítő harcjármű
- ECR-90, Mowag Roland, EE-9 Cascavel, 300 db EE-3 Jararaca, BRDM–2 harcjárművek
- 1000 db BMP–1, BMP–2 gyalogsági harcjármű
- 130 db Saracen páncélozott harcjármű
- 100 db Fahd páncélozott harcjármű

Lövegek:
- 3000 db, 105 mm-es M–56, D–74, D-30 122 mm-es 1938 mintájú tarack, M–46, 130 mm-es Type 59-1, M-1937, M-1943 (152 mm-es)
- 100 db G-5, 200 db GHN-45, M-114 155 mm-es
- 500 db 2SZ1, 2SZ3, M109, AUF-1

Rakéta sorozatvetők:
- 200 db, ASTROS-II, Ababil, BM-13, ASTROS SS-40, ASTROS SS-60, BM-21

Aknavetők:
- 81 mm, 120 mm, 160 mm

Irányított páncéltörő rakéták:
- 9M14 Maljutka
- 9M111 Fagot
- SS-11
- Milan
- HOT

Hadművelei harcászati rakéták:
- 30 db Frog-7
- 36 db Scud-B
- Sijil
- Al Abbas
- Al-Hussayn

Hátrasiklás nélküli fegyverek:
- 73 mm SZPG-9, 82 mm B-10, 107 mm-es

Páncéltörő ágyúk:
- 85 mm, 100 mm, 105 mm-es (Sk-105 önjáró)

Helikopterek:
- 40 db Mi–24 harcihelikopter
- 20 db SA 342 harcihelikopter
- 13 db SA 321 Super Frelon (Exocet) harcihelikopter
- 30 db SA 316B (AS-12) harcihelikopter
- 56 db Bo 105 (AS-11) harcihelikopter
- 15 db Mi–6 nehéz szállító
- 100 db Mi–8, Mi-17 közepes szállítók helikopterek
- Mi–4 közepes szállító
- AS-61 közepes szállító
- SA 330 közepes szállító
- 164 db könnyű szállító

Légvédelmi lövegek:
- 4000 db

Légvédelmi rakéták:
- SZ–75 Dvina, SZ–125 Nyeva–M, SA-6, SA-7, SA-9, SA-13, 9K34 Sztrela–3, Roland

Hadikikötők:
- Umm Qasr (Baszra)

Hajóállomány: 
- 5 fregatt
- 4 korvett
- 8 rakétás gyorsnaszád
- 6 torpedóvető naszád
- 20 őrnaszád
- 8 partraszállító LCM
- 3 segédhajó

Légierő:
- 513 db harcirepülő
- 160 db harcihelikopter
- 20 db bombázó